# Josef Kyncl
Josef Kyncl (26. června 1885 Krouná – ?) byl za protektorátu majitelem pekařství v Praze Libni. Domácímu protiněmeckému odboji dodával potraviny. Po útoku na R. Heydricha pomáhal se zásobováním sedmi parašutistů skrývajících se v kryptě pravoslavného chrámu v Resslově ulici v Praze.

## Život
Josef Kyncl se narodil 26. června v Krouné u Zderazu v okrese Vysoké Mýto (dnes okres Chrudim, Pardubický kraj) do rodiny Františka Kyncla a Kateřiny Kynclové, rozené Markové. Od roku 1910 bydlel v Praze VIII-Libni čp. 630, poté v Praze VII čp. 541. Od 22. srpna 1915 byl přihlášen na adrese Praha VIII-Libeň čp. 630. Dne 17. května 1910 se v Praze na radnici oženil s Annou Svobodovou (* 2. dubna 1884 Vrbice), oba byli bez náboženského vyznání. Anna měla dva nemanželské syny: Mojmíra Svobodu (* 3. července 1907 Kamýk) a Věkoslava Vlastimila Svobodu (* 26. září 1908 Žižkov). V manželství se 5. srpna 1921 narodily Kynclovým dvě děti-dvojčata: Jiří Rudolf a Vlasta Jiřina.
Josef Kyncl provozoval pekařství na adrese svého bydliště v Praze VIII-Libni čp. 630, Kirchmayerova č. 135 (dnes Zenklova 135/226, Praha 8 - Kobylisy). Byl členem Sokola, severočeské jednoty a dalších organizací. Za okupace dodával pečivo náčelníkovi libeňského Sokola Bohuslavu Strnadovi, který je s masem od řezníka Bohumila Vosmíka a dalšími potravinami od hostinského Františka Jarolímka předával dále parašutistům. S Františkem Jarolímkem, který provozoval hostinec nedaleko od jeho pekařského krámku v Praze VIII-Libni čp. 241 (dnes Primátorská 241/40, 180 00 Praha 8 - Libeň), byl v každodenním kontaktu. Poté, co se parašutisté ukryli v kryptě pravoslavného chrámu sv. Cyrila a Metoděje, dodával Jarolímkovi chléb, pečivo i další potraviny a peníze, které Jarolímek následně předával spojce — policejnímu agentovi (později vrchnímu kriminálnímu inspektoru české policie) Miloslavu Nečáskovi. Ten je v taškách dopravoval přímo do kanceláře chrámu v Resslově ulici. Potraviny sloužily po dobu tří týdnů k výživě sedmi parašutistů (Adolf Opálka, Jozef Gabčík, Jan Kubiš, Josef Valčík, Josef Bublík, Jan Hrubý a Jaroslav Švarc).
Po zradě Karla Čurdy pak gestapo postupně rozkrývalo síť podporovatelů a pomocníků parašutistů. Řezník Vosmík byl i s rodinou popraven na Kobyliské střelnici 24. června 1942. Na stejném místě byli 4. a 5. září 1942 zastřeleni členové pravoslavné církve. Bohuslav Strnad a jeho manželka byli popraveni 24. října v KT Mauthausen. Josef Kyncl, František Jarolímek a Miloslav Nečásek žili až do konce války v obavách, že jejich činnost nakonec vyjde najevo. Druhou světovou válku však přežili, a to jen díky tomu, že je nikdo z příslušníků odboje při výsleších vyšetřovatelům gestapa neprozradil. V Primátorské ulici 241/40 hostinec „U Jarolímků“ dodnes (rok 2025) existuje.

## Galerie

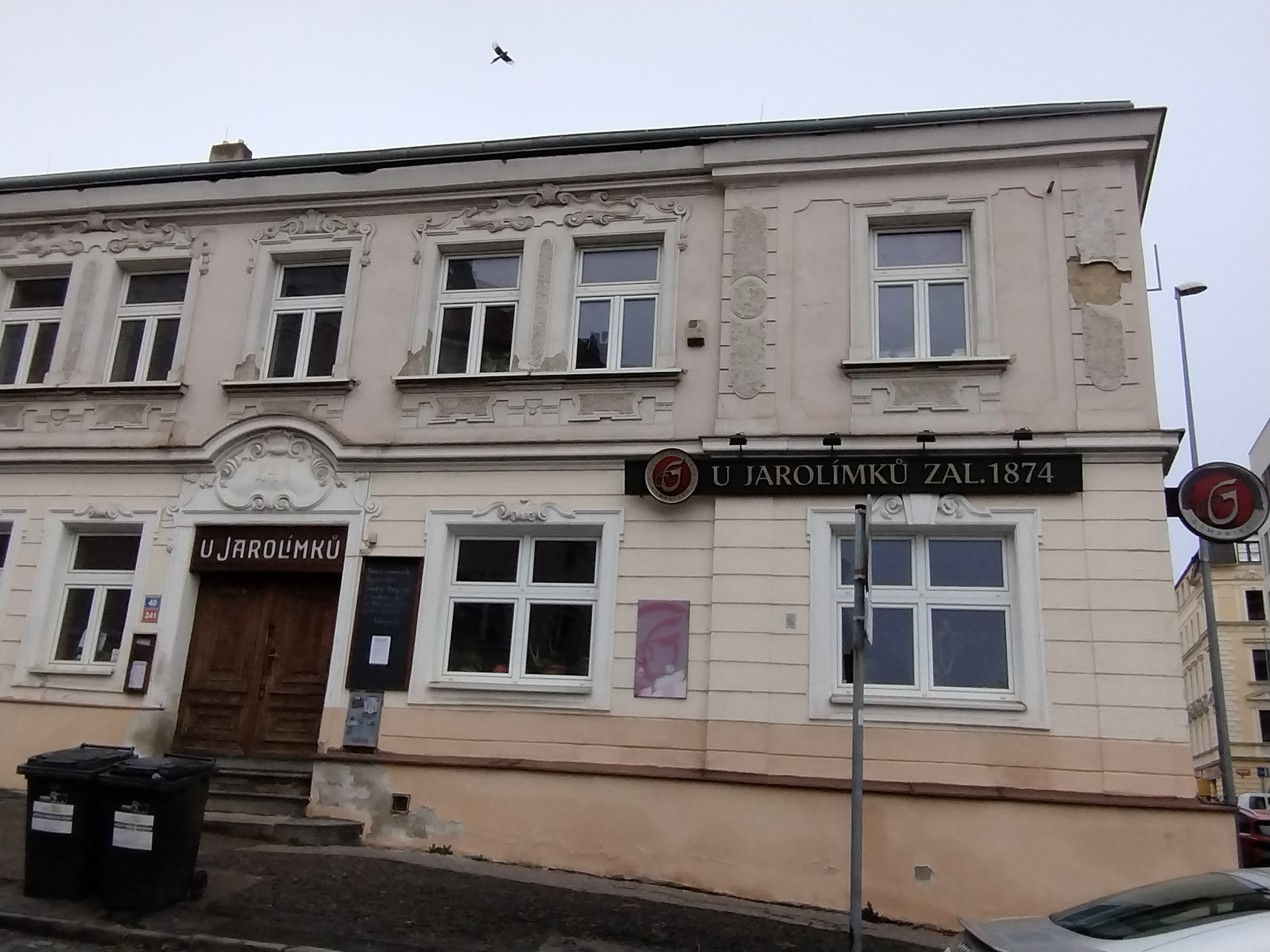
Restaurace U Jarolímků v roce 2025
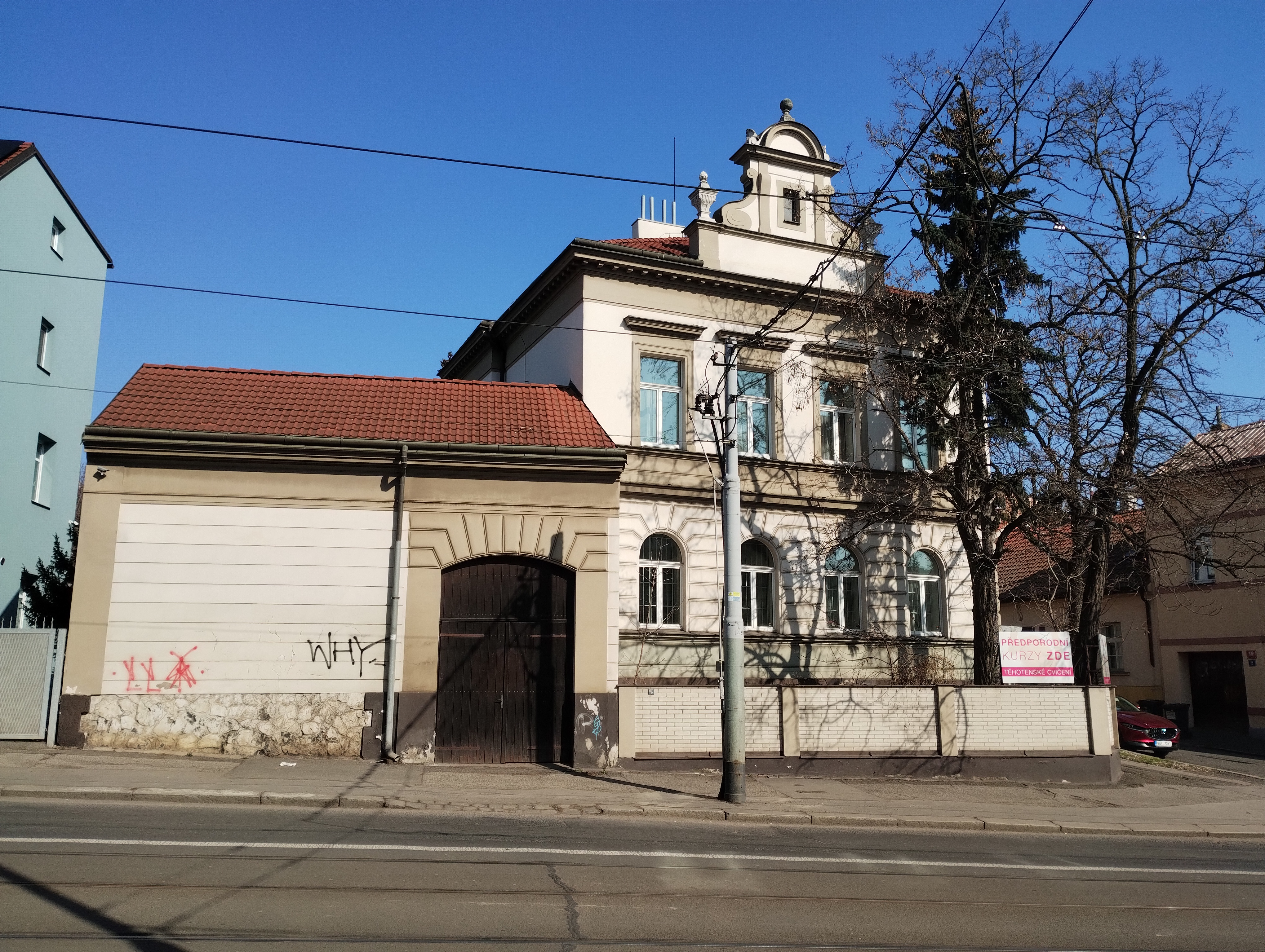
Dům (r. 2025), kde provozoval pekařství Josef Kyncl, Zenklova 135, Praha 8
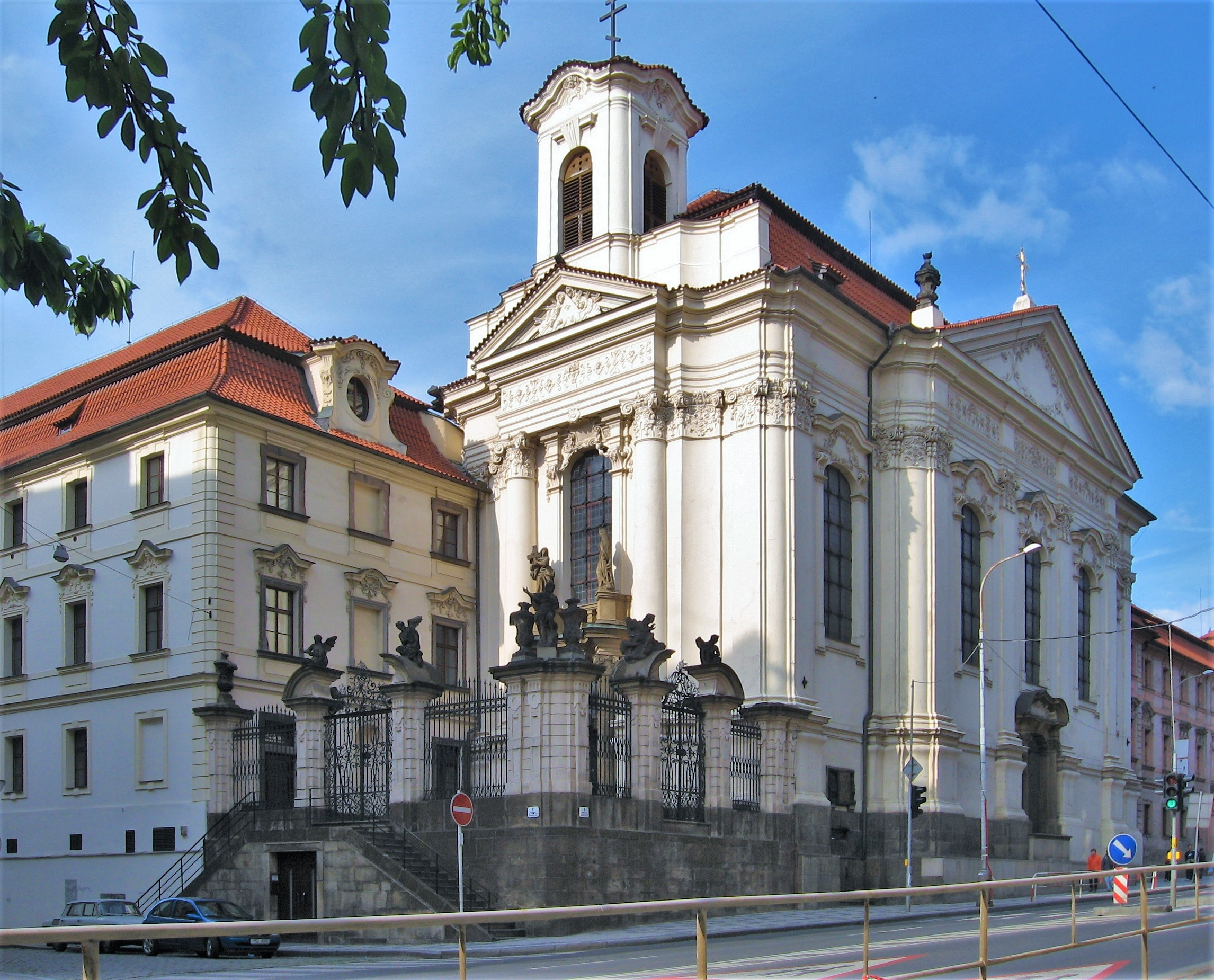
Pravoslavný kostel sv. Cyrila a Metoděje v Resslově ulici v Praze